# Multicatan
Multicatan war eine Onlineversion des Brettspiels Die Siedler von Catan.

## Das Spiel
Zum 10. Jubiläum der Ernennung des Brettspiels Siedler von Catan zum "Spiel des Jahres" im Jahre 1995 erschuf der Spieleautor Klaus Teuber im Sommer 2005 eine Online-Version sowie eine Adaption für das Spiel am Brett.
Das Online-Spiel "Multicatan" war Teil des PlayCatan-Spielportals (vorher "Klaus Teubers Spielwiese"). Dort konnten "Light-Versionen" einiger Klaus Teuber-Spiele in einer Browser-Version gespielt werden. Als erstes ging in Anlehnung an Barbarossa und die Rätselmeister das "Barbarossa-Rätsel" online. Als zweites Spiel erschien das später in "Ozeanien" umbenannte "Entdecker Light" als Light-Version von Die neuen Entdecker, gefolgt von "Sternenschiff Catan Light", angelehnt an Sternenschiff Catan.
Im Januar 2016 wurde PlayCatan und damit Multicatan eingestellt. Es gibt aber seitdem das Catan – Big Game Event Kit, mit dem bis zu sechs Spieler spielen können und das mit weiteren Big Game Event Kits beliebig erweiterbar ist.

### Das Spielgeschehen
"Multicatan" war keine Light-Version von Die Siedler von Catan, sondern ein eigenständiges Spiel mit leicht modifiziertem bzw. erweitertem Regelwerk. Das Spielfeld war virtuell endlos, das heißt, es konnten quasi beliebig viele Spieler gleichzeitig siedeln. Jeder Spieler startete dabei auf einer kleinen Startinsel, auf der alle Basis-Rohstoffe vorkamen. In seiner direkten Nachbarschaft fand jeder Spieler fünf Mitspieler, die er mit Schiffen (entsprechend der Seefahrer-Erweiterung) erreichen konnte. Für das Erreichen fremder Inseln gab es Sondersiegpunkte.
Das Besondere ist, dass nicht abwechselnd gewürfelt wurde: Alle Nachbarn würfelten dann, wenn sie online waren. Wer genug Rohstoffe angesammelt hatte, durfte sofort bauen. Kam einem dabei ein Nachbarspieler an einem begehrten Bauplatz zuvor, musste man nach einer alternativen Baumöglichkeit Ausschau halten.
Eine Partie "Multicatan" erstreckte sich für jeden Spieler über sieben Spieltage. Am ersten Spieltag durfte er 15-mal mit zwei Würfeln würfeln und erhielt entsprechend seinen Siedlungen und Städten Rohstoffe zugeteilt, ganz wie im regulären Brettspiel. Auch drohte beim Würfeln der 7 Gefahr durch den Räuber, wobei jeder "Multicatan"-Spieler einen "Privat-Räuber" hatte, der ausschließlich auf der eigenen Startinsel sein Unwesen trieb. Waren die Würfelwürfe und die erhaltenen Rohstoffe aufgebraucht, konnte der Spieler sich abmelden und 24 Stunden später erneut anmelden.
An den Folgetagen durfte der Spieler immer weniger und weniger würfeln – denn dann sollten seine gegründeten Siedlungen automatisch mehr Rohstoffe abwerfen; an den letzten Spieltagen durfte er nur noch 7-mal pro Tag würfeln. Auch wenn keine Würfelwürfe mehr zur Verfügung standen, konnte der Spieler jederzeit online gehen und seinen Spielnachbarn Handelsangebote unterbreiten, die betreffenden Nachbarspieler wurden per E-Mail informiert. Die Handelsangebote wurden im 24-Stunden-Rhythmus ausgewertet.
Eine Abwandlung des Spiels mit sechs Spielern war in der Catan Onlinewelt spielbar.